# Bachata
A Bachata (pronuncia-se "Batcháta", do espanhol: "reunião social"; do africano: "folia") também conhecido com seresta, é um gênero musical e uma dança originada na República Dominicana na década de 1960. Considerada um híbrido do bolero (sobre tudo, o bolero rítmico) com outras influências musicais como o chá-chá-chá e o tango.
O bolero ritmo latino-americano no período de 1930 à 1950 fazia o prazer do povo dominicano e, com esta influência, nasceu a bachata no final da década de 1950, mas apenas na década de 1980 foi reconhecido e lançada mundialmente a fim de aumentar o turismo na ilha.

## História (fases)

### Primeira fase
Bachata representava uma festa com música dos negros cubanos, posteriormente passou a designar um gênero musical da República Dominicana. Inicialmente foi um gênero marginalizado tanto na música como na dança, sendo apenas possível ouvir em cabarés ou bordéis.
Com a ajuda da rádio e produtora discográfica O Guarachita (empresa que promove e distribui este gênero musical), torna-se popular entre grupos sociais marginais, como os migrantes do campo que foram morar na cidade. Com a queda da ditadura de Rafael Leonidas Trujillo, a “libertação” desta sub-população urbana na República Dominicana torna este gênero musical livre.

### Segunda fase
Considera-se estar relacionada com o aparecimento de uma segunda geração de cantores, como por exemplo: Luis Segura, Mélida Rodriguez e, Leonardo Paniagua, que constituem parte de uma expressão que foi popularizando a Bachata na década de 1970/80, usando instrumentação electrónica, fusões com outras formas de música moderna.

### Terceira fase
Aparece devido à digitalização da gravação da Bachata (mídia digital), a introdução de novos instrumentos, um novo senso de poesia, o duplo sentido erótico, a insinuação de um imaginário, em busca dos mais belos versos, poeticamente formulada com imagens literárias, apelando para o sentimento, originando: a manifestação de amor e carinho, saudade e, a proposta de vida em que a mulher é a fonte do amor e do desejo.

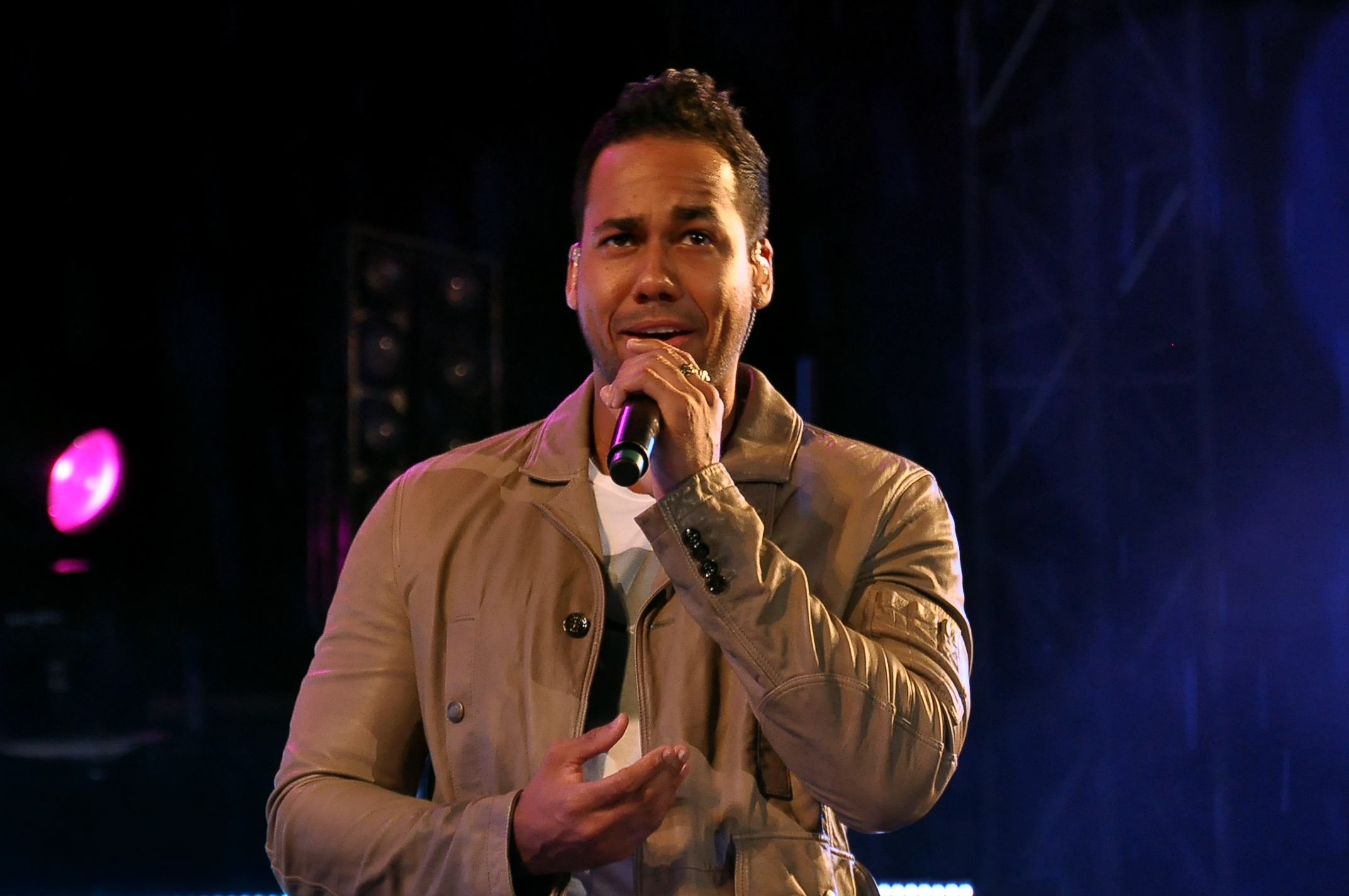
Romeo Santos

A rádio Guarachita sai de cena completamente, e aparece novos cantores "bachateiros", vozes como: Teodoro Reyes, Joe Veras, Luis Vargas, Romeo Santos, Yóskar Sarante, Raulín Rodríguez, Zacarías Ferreiras, que formam a legião de novas estrelas deste gênero musical. Apareceram dois grupos em destaque, que ainda estão em atuação e com reconhecimento internacional, que expandem a Bachata mundialmente: Monchy y Alexandra e Aventura. Ultimamente, têm aparecido alguns grupos fora da República Dominicana a difundir este estilo musical.

## Etimologia
Nas primeiros relatos conhecidos, no início da década de 1920, o termo "bachata" designava em Cuba um tipo de "reunião social". Etimologicamente, a palavra bachata possui origem africana e designa "folia", "festa com música", "parranda", de acordo com Fernando Ortiz Fernández.
A bachata era uma forma de recreação popular: uma festa que ocorria em qualquer pátio, em qualquer canto sob a sombra em uma rua, cujo antecedente africano é evidente, enquanto o antecedente espanhol considera-se ser o fandango, do qual Marcio Vel Maggiolo refere que: "Quase todos os cronistas que tocam esse assunto se referem a um festival aberto e não a uma música".

## A dança
O movimento básico da bachata é uma série de passos simples que produzem um movimento de frente para trás, ou de um lado para o outro. Um esquema possível seria o seguinte: com o pé direito, faça um chassé à direita, em 1, 2 e em 3, traga a ponta do pé esquerdo para o pé direito (alternando, tocando a ponta do pé esquerdo na sua lugar, isto é, além do pé direito, faça um movimento para cima com o quadril esquerdo). Em seguida, faça o mesmo, mas comece com o pé esquerdo.

## A melancolia
Bachata reproduz o mesmo espírito melancólico (tristeza vaga) e nostálgico (saudade idealizada) da animosidade amorosa (música de amargura) de outras expressões musicais latino-americanas, combinando a animosidade apaixonada (amor-desamor) com a nostalgia do migrante. Na Bachata, conhecemos essa nostalgia na expressão musical devido ao fato de que isso coincidiu com o período de maior ascensão da cultura suburbana da migração rural-urbana de 1962. Nesse período, era conhecido como "música de amargura" por esse sentido.
O bolero em latim cultura tem sido, tradicionalmente, uma música romântica, lidando com temas como engano e perda do amor. Na Bachata tal como no Blues norte americano, canta-se sobre a dor e dificuldade, o amor e a paixão.

## No Brasil
No Brasil, ritmo popularmente conhecido como Seresta, chegou primeiro as escolas de dança em Minas Gerais, com o mestre Jomar Mesquita, diretor da Associação Cultural Mimulus.[carece de fontes?]
Em 2004 Laura e Rodrigo Piano, São Paulo e São Bernardo do Campo respectivamente, iniciaram os estudos do gênero - ela no Brasil e ele na Espanha. Hoje são considerados referências do Brasil e, difusores da Bachata como dança no país. De lá para cá o ritmo vem sido amplamente difundido pelas diversas cidades brasileiras através de profissionais que buscam conhecimento em diversos países atraídos pela música e dança que atingem a calorosa alma brasileira. Como em Brasília, que através do Grupo Corazón Salsero, esse ritmo passou a ser difundido na cidade.
Em 2005 o professor Ricardo Garcia e a Conexión Caribe Cia de Danças, ministram, pela primeira vez, aulas de bachata em grandes eventos internacionais de dança no país, como o Congresso Mundial de Salsa do Brasil.
Em 2009 o professor Ricardo Garcia e Cia Conexión Caribe apresentaram pela primeira vez a bachata na televisão brasileira, com aulas e demonstração, no programa "Mulheres" na TV Gazeta.
Em 2010 o Professor Gilson Santos fez uma apresentação de Bachata na TV Brasileira, por meio do Programa Brasília Show, um programa apresentado na época na Rede TV. Ele acabara de voltar de uma viagem profissional de dança como Personal Dancer e teve contato com a Bachata tradicional dançada no Caribe, onde teve contato, também, com outro ritmo pouco conhecido no mundo, mas muito próximo da Bachata, o Kadance. Nesta apresentação, o professor e coreografo, de forma visionaria, incluiu em sua performance, variações do Tango e do Zouk, o que, na época, era totalmente novo, mas que 8 anos apos, essa variação se tornaria bastante comum na Europa e Estados Unidos, por meio do Fusion, ou a chamada Bachata Urbana, efeito semelhante de fusion ocorreu com a Kizumba. Hoje o professor Gilson Joy Santos mora na Austrália e tem ensinado a Dança de Salão Brasileira, a Bachata e outros ritmos latinos para pessoas do mundo inteiro.
Em 2011, Marcelo Benetti e Priscilla Silvestri, um casal de professores de Porto Alegre no Rio Grande do Sul, criou o INTERNATIONAL BACHATA DAY, um evento mundial criado para promover a bachata mundialmente - sua história, música e dança - neste evento são realizadas aulas de dança, festas e palestras gratuitas. Além disso, este evento propõe a prática de uma ação social, como a arrecadação de doações a serem entregues a entidades assistenciais. Esta ideia ganhou o mundo e a adesão de muitos amantes e profissionais da Bachata. O International Bachata Day já foi realizado em 90 cidades diferentes, em 15 países e já alcançou mais de 1 milhão de pessoas nas redes sociais.
Em 2016 surgiu o movimento "Bachata Libre" que tem reunião mensal na Avenida Paulista (cidade de São Paulo) uma vez por mês para confraternizarem e dançarem a sensual bachata.

### Discografia
Quanto a música, os precursores do ritmo aqui foram: Fagner lançou o primeiro álbum da década, "Pedras Que Cantam" de 1991 teve como primeira canção de trabalho "Borbulhas de Amor", que tornou-se imediatamente sucesso nacional. O disco recebeu disco de platina tripla por vender 750 mil exemplares, e as canções "Borbulhas de Amor" com a tradicional Bachata dominicana. Em 2010 surge a primeira banda de bachata no Brasil, a "Banda X10" da Bahia, e já no final de 2011 lança seu primeiro hit nacionalmente no programa Raul Gil no SBT). Já em 2012 surge mais um cantor de Bachata Urbana do Brasil Jeff L'amour lançando uma canção regravada do cantor internacional "Toby Love" ex integrante do grupo Aventura a canção "Casi Casi", com a mesma ideia em 2013 o cantor paraense Kaiann Lobo  regrava as músicas "Mi Corazoncito" do extinto grupo Aventura e "Dar-te um beso" do cantor Prince Royce logo depois refeita pelo cantor Michel Telo com parceria ao estilo sertanejo; em 2017 a canção "Me queira" é a música de trabalho do projeto #BachataBrasil ,álbum recebido muitíssimo bem pela crítica especializada da música em São Paulo, com recordes de vendas em plataformas digitais para o ritmo no Brasil; Além das escolas de dança, a Bachata invadiu a internet com aulas, performances de danças, clipes de sucesso e remixes de canções icônicas que automaticamente se tornam febre entre forte o público do ritmo.
Em 2013 a extinta Banda Calypso, em seu 19º CD lançou também este ritmo ao seu público. Outra voz em ascensão é o cantor Zé Felipe com a cação "Você e eu". Também trazendo o ritmo para a mídia, o cantor Gusttavo Lima grava a música "Jejum de amor" um sertanejo com forte influencia dos bongôs da Bachata. A música "Igual Você Não Tem" de Cristiano Araújo apresenta uma passagem do ritmo bachata no refrão. Em 2016, a banda do guitarrista Ximbinha, a XCalypso, dedica seu primeiro disco quase integralmente a esse ritmo.Também em 2016 o cantor brasileiro Robson Santos Bachata ou Ray Robson lança em Portugal e Espanha o single  "Por un segundo" regravação do renomado Grupo Aventura de onde vem o fenômeno Romeo Santos e nesse mesmo ano Robson Santos Bachata lança junto com a dupla dominicana Mickey e Joell também conhecidos como Grupo 24 Horas o single "Ainda me pertence" versão da dupla "Aun me perteneces", a mesma dupla ora indicada a prêmios como Bilboard. Na dupla sertaneja Henrique & Juliano o ritmo aparece em músicas como "Até você voltar" e "Como é que a gente fica". A banda Psirico lançou em parceria com a dupla Jorge & Mateus a faixa "Outras flores"; e seguindo esse estilo, a dupla Jorge & Mateus lançou a faixa single "Sosseguei", em 2015, seguindo esse estilo. Outra parceria conhecida é da banda Cheiro de Amor e Lucas Lucco com a canção regravada do Romeo Santos "Proposta Indecente". Em 2021, a cantora sertaneja Paula Fernandes lançou a canção "Promessinha". O ritmo volta a ficar em alta em 2018, depois que ganhou força dentro do sertanejo. Nomes como Zé Neto e Cristiano, Marília Mendonça e Gusttavo Lima aderiram esse ritmo nas músicas.